# Edhu Oliva
Yamir Edhu Oliva Rodríguez (Callao, Perú, 17 de enero de 1996) es un futbolista peruano. Juega como Mediocentro y su equipo actual es Alianza Universidad de la Liga 1 del Perú.

## Trayectoria

### Sporting Cristal
Oliva se inició en las divisiones menores de Sporting Cristal, y en el año 2016 entra al primer equipo donde no pudo sumar minutos esa temporada. En la siguiente temporada jugó por primera vez en la Primera División del Perú de la mano de Pablo Zegarra el 13 de agosto de 2017 ante Unión Comercio, donde empatan por 2-2. Ese día Oliva ingresó al minuto 67 en lugar de Horacio Calcaterra. Anotó su primer gol en la victoria 3-2 de Cristal ante la Universidad San Martín. Esa temporada solo jugó 10 encuentros y anotó 1 gol.

### Universidad de San Martín
En 2018, llegó a la Universidad San Martín cedido del Sporting Cristal, donde logró anotar su primer gol en el club en el empate 1-1 ante Ayacucho FC, tras un pase de Aké Loba. A lo largo del Descentralizado 2018, Oliva se volvió un jugador titular para el club, donde jugó durante 36 encuentros y marcó 5 goles. En 2019 siguió siendo un titular en el club, marcando 4 goles, y participando en la Copa Bicentenario 2019, donde quedaron en octavos de final. En 2022 Alianza lo presta a la San Martin para dicha temporada.

### Alianza Lima
El 6 de enero de 2021 es confirmado su pase a Alianza Lima, luego de finalizar su contrato con Sporting Cristal. Oliva firmó por dos temporadas con el club. Es partícipe en el título de la Liga 1 2022 tras vencer a Sporting Cristal en la final. Alternó el titularato en algunas jornadas y consiguió dos asistencias en la temporada.
En el 2024 fichó por Alianza Universidad de Huánuco de la  Liga 2 de Perú a final de temporada logró ascender a la Liga 1 2025, siendo campeón de la Liga II. Jugó 16 partidos en el año y logró anotar 3 goles.

## Selección nacional
Oliva tuvo un breve paso en la selección sub-17 de Perú donde participó del Sudamericano Sub-17 de 2013 realizado en Argentina, en el que la Bicolor quedó última en la fase final con cero puntos. Con la selección Sub-23, participó en los Juegos Panamericanos de 2019, realizado en Lima donde jugó en 3 partidos, en el que la selección quedó en séptimo puesto, luego de ganar por penales a Ecuador. En 2020 Ricardo Gareca lo convocó a un microciclo de la Selección Peruana a finales de agosto de ese año, rumbo a los partidos de Paraguay y Brasil por la Clasificación de Conmebol para la Copa Mundial de Fútbol de 2022.

#### Participación en Campeonatos Sudamericanos
| Torneo                      | Sede      | Resultado      | Partidos | Goles |
| --------------------------- | --------- | -------------- | -------- | ----- |
| Sudamericano Sub-17 de 2013 | Argentina | Fase de grupos | 5        | 0     |

#### Participación en Juegos Panamericanos
| Torneo                       | Sede | Resultado     | Partidos | Goles |
| ---------------------------- | ---- | ------------- | -------- | ----- |
| Juegos Panamericanos de 2019 | Perú | Séptimo lugar | 3        | 0     |

## Estadísticas

### Clubes
Actualizado al último partido disputado el 20 de septiembre de 2023.
| Sporting Cristal · Perú                   | 1.ª           | 2017          | 10  | 1  | — | — | 0 | 0 | 10  | 1  |
| Sporting Cristal · Perú                   | Total club    | Total club    | 10  | 1  | 0 | 0 | 0 | 0 | 10  | 1  |
| Universidad de San Martín · Perú          | 1.ª           | 2018          | 38  | 5  | — | — | — | — | 38  | 5  |
| Universidad de San Martín · Perú          | 1.ª           | 2019          | 29  | 4  | 4 | 0 | — | — | 33  | 4  |
| Universidad de San Martín · Perú          | 1.ª           | 2020          | 25  | 3  | — | — | — | — | 25  | 3  |
| Alianza Lima · Perú                       | 1.ª           | 2021          | 15  | 0  | 1 | 0 | 0 | 0 | 16  | 0  |
| Alianza Lima · Perú                       | Total club    | Total club    | 15  | 0  | 1 | 0 | 0 | 0 | 16  | 0  |
| Universidad de San Martín · Perú          | 1.ª           | 2022          | 22  | 0  | 0 | 0 | 0 | 0 | 22  | 0  |
| Universidad de San Martín · Perú          | Total club    | Total club    | 114 | 12 | 4 | 0 | 0 | 0 | 118 | 12 |
| Carlos A. Mannucci · Perú                 | 1.ª           | 2023          | 17  | 1  | 0 | 0 | 0 | 0 | 17  | 1  |
| Carlos A. Mannucci · Perú                 | Total club    | Total club    | 17  | 1  | 0 | 0 | 0 | 0 | 17  | 1  |
| Total carrera                             | Total carrera | Total carrera | 156 | 14 | 5 | 0 | 0 | 0 | 161 | 14 |
| (1)Incluye datos de la Copa Bicentenario. |               |               |     |    |   |   |   |   |     |    |

## Palmarés

### Campeonatos nacionales
| Título                    | Club         | País | Año  |
| ------------------------- | ------------ | ---- | ---- |
| Primera División del Perú | Alianza Lima | Perú | 2021 |

### Torneos cortos
| Título          | Club         | País | Año  |
| --------------- | ------------ | ---- | ---- |
| Torneo Clausura | Alianza Lima | Perú | 2021 |